# Hunt-Klasse (2015)
Die Hunt-Klasse ist eine Schiffsklasse der britischen Reederei Thames Clippers. Die Schiffe verkehren im Liniendienst auf der Themse in London auf den von der Reederei bedienten Fährverbindungen zwischen Putney und Royal Arsenal Woolwich.

## Geschichte
Der Schiffstyp wurde von dem Schiffsarchitekturbüro One2three in Sydney entworfen. Insgesamt wurden fünf Einheiten des Typs gebaut, die sich teilweise leicht in Bezug auf ihre Kapazitäten unterscheiden.
Die Schiffe wurden aufgrund steigender Passagierzahlen und der Erweiterung des von Thames Clippers bedienten Liniennetzes um die River-Bus-Linie zwischen Putney und Blackfriars benötigt. Die ersten beiden Einheiten wurden von Incat Tasmania gebaut. Sie wurden im Juli 2015 fertiggestellt und anschließend als Decksladung an Bord eines Frachtschiffs nach London verschifft. Die Baukosten beliefen sich auf £ 6,5 Mio.
Im Oktober 2016 wurden zwei weitere Einheiten des Schiffstyps in einer etwas veränderten Version (Hunt-Klasse Mk 2) bestellt. Diese wurden auf der Werft Wight Shipyard Co. in East Cowes auf der Isle of Wight gebaut. Sie wurden im Juni bzw. August 2017 abgeliefert und absolvierten die Strecke nach London auf eigenem Kiel. Die Baukosten beliefen sich auf £ 6,3 Mio.
Ende Februar 2019 wurde von Wight Shipyard Co. mit der Venus Clipper eine etwas größere Einheit des Typs abgeliefert (Mk 3). Die Kosten für dieses Schiff beliefen sich auf £ 4 Mio. Es legte die Strecke nach London ebenfalls auf eigenem Kiel zurück.

## Beschreibung
Die Schiffe werden von zwei Scania-Viertakt-Dieselmotoren (Typ DI16 072M, Mk 1 und Mk 2 bzw. Typ DI16 077M, Mk 3) mit jeweils 625 kW (Mk 1 und Mk 2) bzw. 662 kW (Mk 3) Leistung angetrieben. Die Motoren wirken über Getriebe auf jeweils einen Wasserstrahlantrieb. Jeweils ein Antriebsstrang ist in einem der beiden Rümpfe untergebracht. Für die Stromerzeugung stehen zwei von den Hauptmotoren angetriebene Wellengeneratoren sowie zwei Dieselgeneratoren zur Verfügung, von denen allerdings im Regelbetrieb nur einer benötigt wird. Das Vorhandensein eines zweiten Dieselgenerators ist aus Sicherheitsgründen gemäß International Code of Safety for High-Speed Craft (HSC Code) verpflichtend.
Auf den Rümpfen sind die Aufbauten mit zwei Decks aufgebaut. Auf dem Hauptdeck befindet sich der Fahrgastraum, darüber das Steuerhaus. Auf einem offenen Decksbereich am Heck der Schiffe können Fahrräder mitgeführt werden.
An Bord der ersten beiden Einheiten vom Typ Mk 1 ist Platz für 150 Passagiere.
Die beiden Einheiten des Typs Mk 2 sind durch verschiedene Anpassungen und die Verwendung von Techniken und Materialien aus dem Flugzeugbau etwas leichter als die beiden zuerst gebauten Einheiten. Sie sind daher im Betrieb etwas energieeffizienter. Sie bieten Platz für 172 Passagiere.
Das Schiff der Hunt-Klasse Mk 3 ist mit 38,22 Metern Länge und 8,78 Metern Breite etwas größer als die zuvor gebauten Einheiten. An Bord ist Platz für 220 Passagiere.
An Bord der Schiffe steht ein Kiosk für den Verkauf von Snacks und Getränken zur Verfügung.

## Schiffe
| Hunt-Klasse     | Hunt-Klasse | Hunt-Klasse            | Hunt-Klasse | Hunt-Klasse  |
| Bauname         | Typ         | Bauwerft Baunummer     | IMO-Nummer  | Ablieferung  |
| --------------- | ----------- | ---------------------- | ----------- | ------------ |
| Galaxy Clipper  | Mk 1        | Incat 075              | 9783784     | Juli 2015    |
| Neptune Clipper | Mk 1        | Incat 076              | 9783796     | Juli 2015    |
| Mercury Clipper | Mk 2        | Wight Shipyard Co. 002 | 9820128     | Juni 2017    |
| Jupiter Clipper | Mk 2        | Wight Shipyard Co. 003 | 9820130     | August 2017  |
| Venus Clipper   | Mk 3        | Wight Shipyard Co.     | 9867736     | Februar 2019 |